# Liste des municipalités du Honduras
Le Honduras est subdivisé en 288 municipalités, réparties entre 18 départements.
| Sommaire | |
| Municipalités triées par département : Atlántida · Choluteca · Colón · Colón · Comayagua · Copán · Cortés · El Paraíso Francisco Morazán · Gracias a Dios · Intibucá · Islas de la Bahía · La Paz · Lempira · Ocotepeque · Olancho · Santa Bárbara · Valle · Yoro | Municipalités triées par ordre alphabétique : A · B · C · D · E · F · G · H I · J · L · M · N · O · P · Q R · S · T · U · V · V · Y |

| Arizona       |
| El Porvenir   |
| Esparta       |
| Jutiapa       |
| La Ceiba      |
| La Masica     |
| San Francisco |
| Tela          |

| Apacilagua            |
| Choluteca             |
| Concepción de María   |
| Duyure                |
| El Corpus             |
| El Triunfo            |
| Marcovia              |
| Morolica              |
| Namasigue             |
| Orocuina              |
| Pespire               |
| San Antonio de Flores |
| San Isidro            |
| San José              |
| San Marcos de Colón   |
| Santa Ana de Yusguare |

| Balfate             |
| Bonito Oriental     |
| Iriona              |
| Limón               |
| Sabá                |
| Santa Fe            |
| Santa Rosa de Aguán |
| Sonaguera           |
| Tocoa               |
| Trujillo            |

| Ajuterique            |
| Comayagua             |
| El Rosario            |
| Esquías               |
| Humuya                |
| La Libertad           |
| Lamaní                |
| Las Lajas             |
| La Trinidad           |
| Lejamaní              |
| Meámbar               |
| Minas de Oro          |
| Ojo de Agua           |
| San Jerónimo          |
| San José de Comayagua |
| San José del Potrero  |
| San Luis              |
| San Sebastián         |
| Siguatepeque          |
| Taulabé               |
| Villa de San Antonio  |

| Cabañas             |
| Concepción          |
| Copán Ruinas        |
| Corquín             |
| Cucuyagua           |
| Dolores             |
| Dulce Nombre        |
| El Paraíso          |
| Florida             |
| La Jigua            |
| La Unión            |
| Nueva Arcadia       |
| San Agustín         |
| San Antonio         |
| San Jerónimo        |
| San José            |
| San Juan de Opoa    |
| San Nicolás         |
| San Pedro de Copán  |
| Santa Rita          |
| Santa Rosa de Copán |
| Trinidad de Copán   |
| Veracruz            |

| Choloma                |
| La Lima                |
| Omoa                   |
| Pimienta               |
| Potrerillos            |
| Puerto Cortés          |
| San Antonio de Cortés  |
| San Francisco de Yojoa |
| San Manuel             |
| San Pedro Sula         |
| Santa Cruz de Yojoa    |
| Villanueva             |

| Alauca                |
| Danlí                 |
| El Paraíso            |
| Güinope               |
| Jacaleapa             |
| Liure                 |
| Morocelí              |
| Oropolí               |
| Potrerillos           |
| San Antonio de Flores |
| San Lucas             |
| San Matías            |
| Soledad               |
| Teupasenti            |
| Texiguat              |
| Trojes                |
| Vado Ancho            |
| Yauyupe               |
| Yuscarán              |

| Alubarén                                  |
| Cedros                                    |
| Curarén                                   |
| Distrito Central (capitale : Tegucigalpa) |
| El Porvenir                               |
| Guaimaca                                  |
| La Libertad                               |
| La Venta                                  |
| Lepaterique                               |
| Maraita                                   |
| Marale                                    |
| Nueva Armenia                             |
| Ojojona                                   |
| Orica                                     |
| Reitoca                                   |
| Sabanagrande                              |
| Sajonia Japón                             |
| San Antonio de Oriente                    |
| San Buenaventura                          |
| San Ignacio                               |
| San Juan de Flores                        |
| San Miguelito                             |
| Santa Ana                                 |
| Santa Lucía                               |
| Talanga                                   |
| Tatumbla                                  |
| Valle de Ángeles                          |
| Vallecillo                                |
| Villa de San Francisco                    |

| Ahuas                 |
| Brus Laguna           |
| Juan Francisco Bulnes |
| Puerto Lempira        |
| Ramón Villeda Morales |
| Wampusirpi            |

| Camasca                  |
| Colomoncagua             |
| Concepción               |
| Dolores                  |
| Intibucá                 |
| Jesús de Otoro           |
| La Esperanza             |
| Magdalena                |
| Masaguara                |
| San Antonio              |
| San Francisco de Opalaca |
| San Isidro               |
| San Juan                 |
| San Marcos de Sierra     |
| San Miguelito            |
| Santa Lucía              |
| Yamaranguila             |

| Guanaja               |
| José Santos Guardiola |
| Roatán                |
| Útila                 |

| Aguanqueterique       |
| Cabañas               |
| Cane                  |
| Chinacla              |
| Guajiquiro            |
| La Paz                |
| Lauterique            |
| Marcala               |
| Mercedes de Oriente   |
| Opatoro               |
| San Antonio del Norte |
| San José              |
| San Juan              |
| San Pedro de Tutule   |
| Santa Ana             |
| Santa Elena           |
| Santa María           |
| Santiago de Puringla  |
| Yarula                |

| Belén                 |
| Candelaria            |
| Cololaca              |
| Erandique             |
| Gracias               |
| Gualcince             |
| Guarita               |
| La Campa              |
| La Iguala             |
| La Unión              |
| La Virtud             |
| Las Flores            |
| Lepaera               |
| Mapulaca              |
| Piraera               |
| San Andrés            |
| San Francisco         |
| San Juan Guarita      |
| San Manuel Colohete   |
| San Marcos de Caiquín |
| San Rafael            |
| San Sebastian         |
| Santa Cruz            |
| Talgua                |
| Tambla                |
| Tomalá                |
| Valladolid            |
| Virginia              |

| Belén Gualcho           |
| Concepción              |
| Dolores Merendon        |
| Fraternidad             |
| La Encarnación          |
| La Labor                |
| Lucerna                 |
| Mercedes                |
| Ocotepeque              |
| San Fernando            |
| San Francisco del Valle |
| San Jorge               |
| San Marcos              |
| Santa Fé                |
| Sensenti                |
| Sinuapa                 |

| Campamento               |
| Catacamas                |
| Concordia                |
| Dulce Nombre de Culmí    |
| El Rosario               |
| Esquipulas del Norte     |
| Gualaco                  |
| Guarizama                |
| Guata                    |
| Guayape                  |
| Jano                     |
| Juticalpa                |
| La Unión (Olancho)       |
| Mangulile                |
| Manto                    |
| Patuca                   |
| Salamá                   |
| San Esteban              |
| San Francisco de Becerra |
| San Francisco de la Paz  |
| Santa Maria del Real     |
| Silca                    |
| Yocón                    |

| Arada                   |
| Atima                   |
| Azacualpa               |
| Ceguaca                 |
| Chinda                  |
| Concepción del Norte    |
| Concepción del Sur      |
| El Nispero              |
| Gualala                 |
| Ilama                   |
| Las Vegas               |
| Macuelizo               |
| Naranjito               |
| Nueva Frontera          |
| Nuevo Celilac           |
| Petoa                   |
| Protección              |
| Quimistán               |
| San Francisco de Ojuera |
| San José de Colinas     |
| San Luis                |
| San Marcos              |
| San Nicolás             |
| San Pedro Zacapa        |
| Santa Bárbara           |
| Santa Rita              |
| San Vicente Centenario  |
| Trinidad                |

| Alianza                |
| Amapala                |
| Aramecina              |
| Caridad                |
| Goascorán              |
| Langue                 |
| Nacaome                |
| San Francisco de Coray |
| San Lorenzo            |

| Arenal      |
| El Negrito  |
| El Progreso |
| Jocón       |
| Morazán     |
| Olanchito   |
| Santa Rita  |
| Sulaco      |
| Victoria    |
| Yorito      |
| Yoro        |

| Municipalité    | Département       |
| --------------- | ----------------- |
| Aguanqueterique | La Paz            |
| Ahuas           | Gracias a Dios    |
| Ajuterique      | Comayagua         |
| Alauca          | El Paraíso        |
| Alianza         | Valle             |
| Alubarén        | Francisco Morazán |
| Amapala         | Valle             |
| Apacilagua      | Choluteca         |
| Arada           | Santa Bárbara     |
| Aramecina       | Valle             |
| Arenal          | Yoro              |
| Arizona         | Atlántida         |
| Atima           | Santa Bárbara     |
| Azacualpa       | Santa Bárbara     |

| Municipalité    | Département    |
| --------------- | -------------- |
| Balfate         | Colón          |
| Belén           | Lempira        |
| Belén Gualcho   | Ocotepeque     |
| Bonito Oriental | Colón          |
| Brus Laguna     | Gracias a Dios |

| Municipalité         | Département       |
| -------------------- | ----------------- |
| Cabañas              | Copán             |
| Cabañas              | La Paz            |
| Camasca              | Intibucá          |
| Campamento           | Olancho           |
| Candelaria           | Lempira           |
| Cane                 | La Paz            |
| Caridad              | Valle             |
| Catacamas            | Olancho           |
| Cedros               | Francisco Morazán |
| Ceguaca              | Santa Bárbara     |
| Chinacla             | La Paz            |
| Chinda               | Santa Bárbara     |
| Choloma              | Cortés            |
| Choluteca            | Choluteca         |
| Cololaca             | Lempira           |
| Colomoncagua         | Intibucá          |
| Comayagua            | Comayagua         |
| Concepción           | Copán             |
| Concepción           | Intibucá          |
| Concepción           | Ocotepeque        |
| Concepción de María  | Choluteca         |
| Concepción del Norte | Santa Bárbara     |
| Concepción del Sur   | Santa Bárbara     |
| Concordia            | Olancho           |
| Copán Ruinas         | Copán             |
| Corquín              | Copán             |
| Cucuyagua            | Copán             |
| Curarén              | Francisco Morazán |

| Municipalité                              | Département       |
| ----------------------------------------- | ----------------- |
| Danlí                                     | El Paraíso        |
| Distrito Central (capitale : Tegucigalpa) | Francisco Morazán |
| Dolores                                   | Copán             |
| Dolores                                   | Intibucá          |
| Dolores Merendon                          | Ocotepeque        |
| Dulce Nombre                              | Copán             |
| Dulce Nombre de Culmí                     | Olancho           |
| Duyure                                    | Choluteca         |

| Municipalité         | Département       |
| -------------------- | ----------------- |
| El Corpus            | Choluteca         |
| El Negrito           | Yoro              |
| El Nispero           | Santa Bárbara     |
| El Paraíso           | Copán             |
| El Paraíso           | El Paraíso        |
| El Porvenir          | Atlántida         |
| El Porvenir          | Francisco Morazán |
| El Progreso          | Yoro              |
| El Rosario           | Comayagua         |
| El Rosario           | Olancho           |
| El Triunfo           | Choluteca         |
| Erandique            | Lempira           |
| Esparta              | Atlántida         |
| Esquías              | Comayagua         |
| Esquipulas del Norte | Olancho           |

| Municipalité | Département |
| ------------ | ----------- |
| Florida      | Copán       |
| Fraternidad  | Ocotepeque  |

| Municipalité | Département       |
| ------------ | ----------------- |
| Goascorán    | Valle             |
| Gracias      | Lempira           |
| Guaimaca     | Francisco Morazán |
| Guajiquiro   | La Paz            |
| Gualaco      | Olancho           |
| Gualala      | Santa Bárbara     |
| Gualcince    | Lempira           |
| Guanaja      | Islas de la Bahía |
| Guarita      | Lempira           |
| Guarizama    | Olancho           |
| Guata        | Olancho           |
| Guayape      | Olancho           |
| Güinope      | El Paraíso        |

| Municipalité | Département |
| ------------ | ----------- |
| Humuya       | Comayagua   |

| Municipalité | Département   |
| ------------ | ------------- |
| Ilama        | Santa Bárbara |
| Intibucá     | Intibucá      |
| Iriona       | Colón         |

| Municipalité          | Département       |
| --------------------- | ----------------- |
| Jacaleapa             | El Paraíso        |
| Jano                  | Olancho           |
| Jesús de Otoro        | Intibucá          |
| Jocón                 | Yoro              |
| José Santos Guardiola | Islas de la Bahía |
| Juan Francisco Bulnes | Gracias a Dios    |
| Jutiapa               | Atlántida         |
| Juticalpa             | Olancho           |

| Municipalité   | Département       |
| -------------- | ----------------- |
| La Campa       | Lempira           |
| La Ceiba       | Atlántida         |
| La Encarnación | Ocotepeque        |
| La Esperanza   | Intibucá          |
| La Iguala      | Lempira           |
| La Jigua       | Copán             |
| La Labor       | Ocotepeque        |
| La Libertad    | Comayagua         |
| La Libertad    | Francisco Morazán |
| La Lima        | Cortés            |
| La Masica      | Atlántida         |
| La Paz         | La Paz            |
| La Trinidad    | Comayagua         |
| La Unión       | Copán             |
| La Unión       | Lempira           |
| Olancho        | Olancho           |
| La Venta       | Francisco Morazán |
| La Virtud      | Lempira           |
| Langue         | Valle             |
| Las Flores     | Lempira           |
| Las Vegas      | Santa Bárbara     |
| Lamaní         | Comayagua         |
| Las Lajas      | Comayagua         |
| Lauterique     | La Paz            |
| Lejamaní       | Comayagua         |
| Lepaera        | Lempira           |
| Lepaterique    | Francisco Morazán |
| Limón          | Colón             |
| Liure          | El Paraíso        |
| Lucerna        | Ocotepeque        |

| Municipalité        | Département       |
| ------------------- | ----------------- |
| Macuelizo           | Santa Bárbara     |
| Magdalena           | Intibucá          |
| Mangulile           | Olancho           |
| Manto               | Olancho           |
| Mapulaca            | Lempira           |
| Maraita             | Francisco Morazán |
| Marale              | Francisco Morazán |
| Marcala             | La Paz            |
| Marcovia            | Choluteca         |
| Masaguara           | Intibucá          |
| Meámbar             | Comayagua         |
| Mercedes            | Ocotepeque        |
| Mercedes de Oriente | La Paz            |
| Minas de Oro        | Comayagua         |
| Morazán             | Yoro              |
| Morocelí            | El Paraíso        |
| Morolica            | Choluteca         |

| Municipalité   | Département       |
| -------------- | ----------------- |
| Nacaome        | Valle             |
| Namasigue      | Choluteca         |
| Naranjito      | Santa Bárbara     |
| Nueva Arcadia  | Copán             |
| Nueva Armenia  | Francisco Morazán |
| Nueva Frontera | Santa Bárbara     |
| Nuevo Celilac  | Santa Bárbara     |

| Municipalité | Département       |
| ------------ | ----------------- |
| Ocotepeque   | Ocotepeque        |
| Ojo de Agua  | Comayagua         |
| Ojojona      | Francisco Morazán |
| Olanchito    | Yoro              |
| Omoa         | Cortés            |
| Opatoro      | La Paz            |
| Orica        | Francisco Morazán |
| Orocuina     | Choluteca         |
| Oropolí      | El Paraíso        |

| Municipalité   | Département    |
| -------------- | -------------- |
| Patuca         | Olancho        |
| Pespire        | Choluteca      |
| Petoa          | Santa Bárbara  |
| Pimienta       | Cortés         |
| Piraera        | Lempira        |
| Potrerillos    | Cortés         |
| Potrerillos    | El Paraíso     |
| Protección     | Santa Bárbara  |
| Puerto Cortés  | Cortés         |
| Puerto Lempira | Gracias a Dios |

| Municipalité | Département   |
| ------------ | ------------- |
| Quimistán    | Santa Bárbara |

| Municipalité          | Département       |
| --------------------- | ----------------- |
| Ramón Villeda Morales | Gracias a Dios    |
| Reitoca               | Francisco Morazán |
| Roatán                | Islas de la Bahía |

| Municipalité             | Département       |
| ------------------------ | ----------------- |
| Sabá                     | Colón             |
| Sabanagrande             | Francisco Morazán |
| Sajonia Japón            | Francisco Morazán |
| Salamá                   | Olancho           |
| San Agustín              | Copán             |
| San Andrés               | Lempira           |
| San Antonio              | Copán             |
| San Antonio              | Intibucá          |
| San Antonio de Cortés    | Cortés            |
| San Antonio de Flores    | Choluteca         |
| San Antonio de Flores    | El Paraíso        |
| San Antonio de Oriente   | Francisco Morazán |
| San Antonio del Norte    | La Paz            |
| San Buenaventura         | Francisco Morazán |
| San Esteban              | Olancho           |
| San Fernando             | Ocotepeque        |
| San Francisco            | Atlántida         |
| San Francisco            | Lempira           |
| San Francisco de Becerra | Olancho           |
| San Francisco de Coray   | Valle             |
| San Francisco de la Paz  | Olancho           |
| San Francisco de Ojuera  | Santa Bárbara     |
| San Francisco de Opalaca | Intibucá          |
| San Francisco de Yojoa   | Cortés            |
| San Francisco del Valle  | Ocotepeque        |
| San Ignacio              | Francisco Morazán |
| San Isidro               | Choluteca         |
| San Isidro               | Intibucá          |
| San Jerónimo             | Comayagua         |
| San Jerónimo             | Copán             |
| San Jorge                | Ocotepeque        |
| San José                 | Choluteca         |
| San José                 | Copán             |
| San José                 | La Paz            |
| San José de Colinas      | Santa Bárbara     |
| San José de Comayagua    | Comayagua         |
| San José del Potrero     | Comayagua         |
| San Juan                 | Intibucá          |
| San Juan                 | La Paz            |
| San Juan de Flores       | Francisco Morazán |
| San Juan de Opoa         | Copán             |
| San Juan Guarita         | Lempira           |
| San Lorenzo              | Valle             |
| San Lucas                | El Paraíso        |
| San Luis                 | Comayagua         |
| San Luis                 | Santa Bárbara     |
| San Manuel               | Cortés            |
| San Manuel Colohete      | Lempira           |
| San Marcos de Sierra     | Intibucá          |
| San Marcos               | Ocotepeque        |
| San Marcos               | Santa Bárbara     |
| San Marcos de Caiquín    | Lempira           |
| San Marcos de Colón      | Choluteca         |
| San Matías               | El Paraíso        |
| San Miguelito            | Francisco Morazán |
| San Miguelito            | Intibucá          |
| San Nicolás              | Copán             |
| San Nicolás              | Santa Bárbara     |
| San Pedro de Copán       | Copán             |
| San Pedro de Tutule      | La Paz            |
| San Pedro Sula           | Cortés            |
| San Pedro Zacapa         | Santa Bárbara     |
| San Rafael               | Lempira           |
| San Sebastián            | Comayagua         |
| San Sebastian            | Lempira           |
| San Vicente Centenario   | Santa Bárbara     |
| Santa Ana                | Francisco Morazán |
| Santa Ana                | La Paz            |
| Santa Ana de Yusguare    | Choluteca         |
| Santa Bárbara            | Santa Bárbara     |
| Santa Cruz               | Lempira           |
| Santa Cruz de Yojoa      | Cortés            |
| Santa Elena              | La Paz            |
| Santa Fe                 | Colón             |
| Santa Fé                 | Ocotepeque        |
| Santa Lucía              | Francisco Morazán |
| Santa Lucía              | Intibucá          |
| Santa María              | La Paz            |
| Santa Maria del Real     | Olancho           |
| Santa Rita               | Copán             |
| Santa Rita               | Santa Bárbara     |
| Santa Rita               | Yoro              |
| Santa Rosa de Aguán      | Colón             |
| Santa Rosa de Copán      | Copán             |
| Santiago de Puringla     | La Paz            |
| Sensenti                 | Ocotepeque        |
| Siguatepeque             | Comayagua         |
| Silca                    | Olancho           |
| Sinuapa                  | Ocotepeque        |
| Soledad                  | El Paraíso        |
| Sonaguera                | Colón             |
| Sulaco                   | Yoro              |

| Municipalité      | Département       |
| ----------------- | ----------------- |
| Talanga           | Francisco Morazán |
| Talgua            | Lempira           |
| Tambla            | Lempira           |
| Tatumbla          | Francisco Morazán |
| Taulabé           | Comayagua         |
| Tela              | Atlántida         |
| Teupasenti        | El Paraíso        |
| Texiguat          | El Paraíso        |
| Tocoa             | Colón             |
| Tomalá            | Lempira           |
| Trinidad          | Santa Bárbara     |
| Trinidad de Copán | Copán             |
| Trojes            | El Paraíso        |
| Trujillo          | Colón             |

| Municipalité | Département       |
| ------------ | ----------------- |
| Útila        | Islas de la Bahía |

| Municipalité           | Département       |
| ---------------------- | ----------------- |
| Vado Ancho             | El Paraíso        |
| Valladolid             | Lempira           |
| Valle de Ángeles       | Francisco Morazán |
| Vallecillo             | Francisco Morazán |
| Veracruz               | Copán             |
| Victoria               | Yoro              |
| Villa de San Antonio   | Comayagua         |
| Villa de San Francisco | Francisco Morazán |
| Villanueva             | Cortés            |
| Virginia               | Lempira           |

| Municipalité | Département    |
| ------------ | -------------- |
| Wampusirpi   | Gracias a Dios |

| Municipalité | Département |
| ------------ | ----------- |
| Yamaranguila | Intibucá    |
| Yarula       | La Paz      |
| Yauyupe      | El Paraíso  |
| Yocón        | Olancho     |
| Yorito       | Yoro        |
| Yoro         | Yoro        |
| Yuscarán     | El Paraíso  |